# 大阪市立西三国小学校
大阪市立西三国小学校（おおさかしりつ にしみくにしょうがっこう）は、大阪府大阪市淀川区にある公立小学校。
1962年に大阪市立三国小学校より分離開校した。その後1982年には、大阪市立新東三国小学校の開校に伴う周辺校での校区調整のため、従来の校区の一部を大阪市立東三国小学校の校区へ分離編入している。

## 沿革
- 1962年4月1日 - 大阪市立西三国小学校として開校。
- 1982年 - 校区変更。従来の校区の一部を大阪市立東三国小学校校区へ分離編入。
- 2005年11月 - 全日本学校歯科保健優良校に選出される。

## 通学区域
- 大阪市淀川区 西三国1丁目（一部）、西三国2丁目（一部）、西三国3丁目（一部）、西三国4丁目（一部）、十八条2丁目（全域）、十八条3丁目（一部）。

卒業生は大阪市立三国中学校に進学する。

## 出身者
- 住田洋 - テレビ愛媛アナウンサー（1982年の校区変更に伴い東三国小学校へ転出）

## 交通
- Osaka Metro御堂筋線 東三国駅 北西へ約1km。
- 阪急宝塚本線 三国駅 北東へ約1.3km。
- 大阪シティバス 69系統 西三国小学校バス停下車すぐ。